# Rubus thuringensis
Rubus thuringensis är en rosväxtart som beskrevs av Metsch. Rubus thuringensis ingår i släktet rubusar, och familjen rosväxter. Inga underarter finns listade i Catalogue of Life.